# Silvisaurus
Silvisaurus là một chi khủng long, được Eaton mô tả khoa học năm 1960.